# 小洋房
小洋房，原名涵斋，又名剡溪小筑，也常称为蒋经国旧居，为中国浙江省宁波市奉化区溪口镇的一幢西式楼房，位于溪口潭墩山东麓，文昌阁西侧，始建于1930年。建筑原为蒋中正幕僚居所，1937年后成为蒋经国与夫人蒋方良回乡时的住所。1996年，小洋房作为蒋氏故居的一部分被列入全国重点文物保护单位。

## 历史
小洋房建于1930年，为蒋中正聘请的美国顾问端纳主持建设，建成后用于接待幕僚和军政要员。陈布雷曾在西安事变后在此撰写《西安半月记》。1937年，因第二次国共合作，蒋中正之子蒋经国得以携苏联妻子芬娜（蒋方良）及子孝文回到中国。为消除蒋经国在苏联受到的共产主义思想影响，蒋中正聘请徐道邻为儿子的老师，讲授四书五经等儒家经典，同时请蒋经国在苏联的同学高理文做伴读。除此之外，蒋经国还在此学习了《王阳明全集》和《曾文正公文集》等典籍，同时将在苏联10年的经历写成《旅俄报告》呈送父亲，蒋中正曾数次批阅此报告。在小洋房居住期间，蒋方良曾在小洋房旁的临溪平台下水游泳，受到乡民议论，后被蒋中正提醒注意。1949年蒋氏父子迁往台湾后，小洋房被中国人民解放军驻溪口的部队作为首长住所，1958年成为一家工厂的办公室，1979年由当地政府收回后对外开放。

## 建筑
小洋房位于溪口潭墩山东麓，背山面水，为二层西式建筑。建筑为三开间，外涂石灰、水泥，因当时称这些材料为“洋灰”因而得名。建筑前后有天井，顶部有阳台可登临，周围设有水泥栏杆，西侧有露天走廊通往文昌阁。

## 保护
1949年以后，虽经历次政治风波，小洋房保存完好。1979年，中共中央为争取蒋经国与中国大陆谈判以实现两岸统一，决定修葺小洋房、丰镐房和玉泰盐铺。小洋房被按照蒋经国住读时的陈设修复，并复制原藏于丰镐房祖宅的蒋经国手书“以血洗血”碑，置于小洋房内:1620。1996年，小洋房与丰镐房、玉泰盐铺一道以蒋氏故居名义被列入第四批全国重点文物保护单位。建筑的保护范围西至剡溪小庄外墙，东、北至小洋房围墙及跳水台西端，南至剡溪岸边。

## 图片

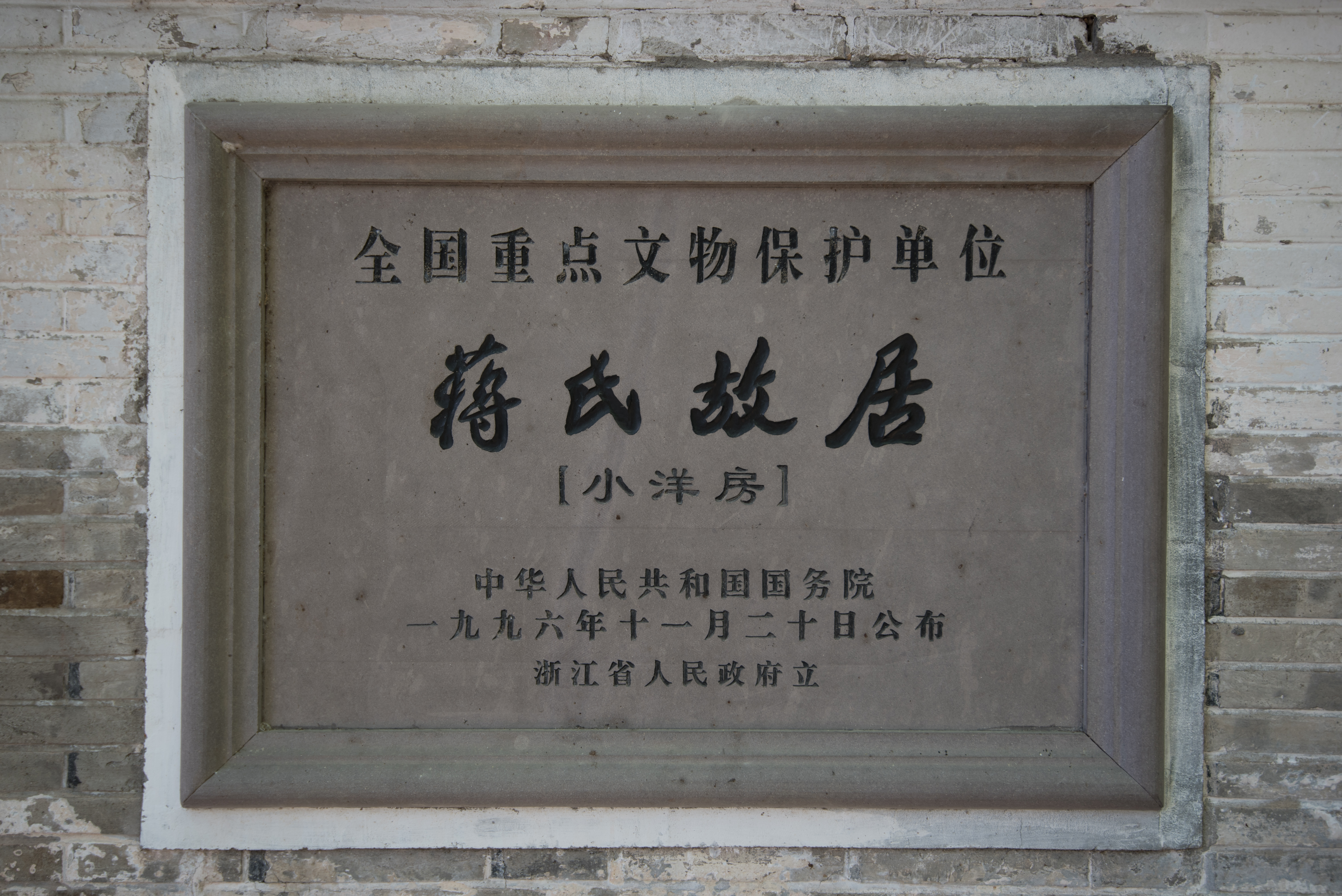
文物保护碑
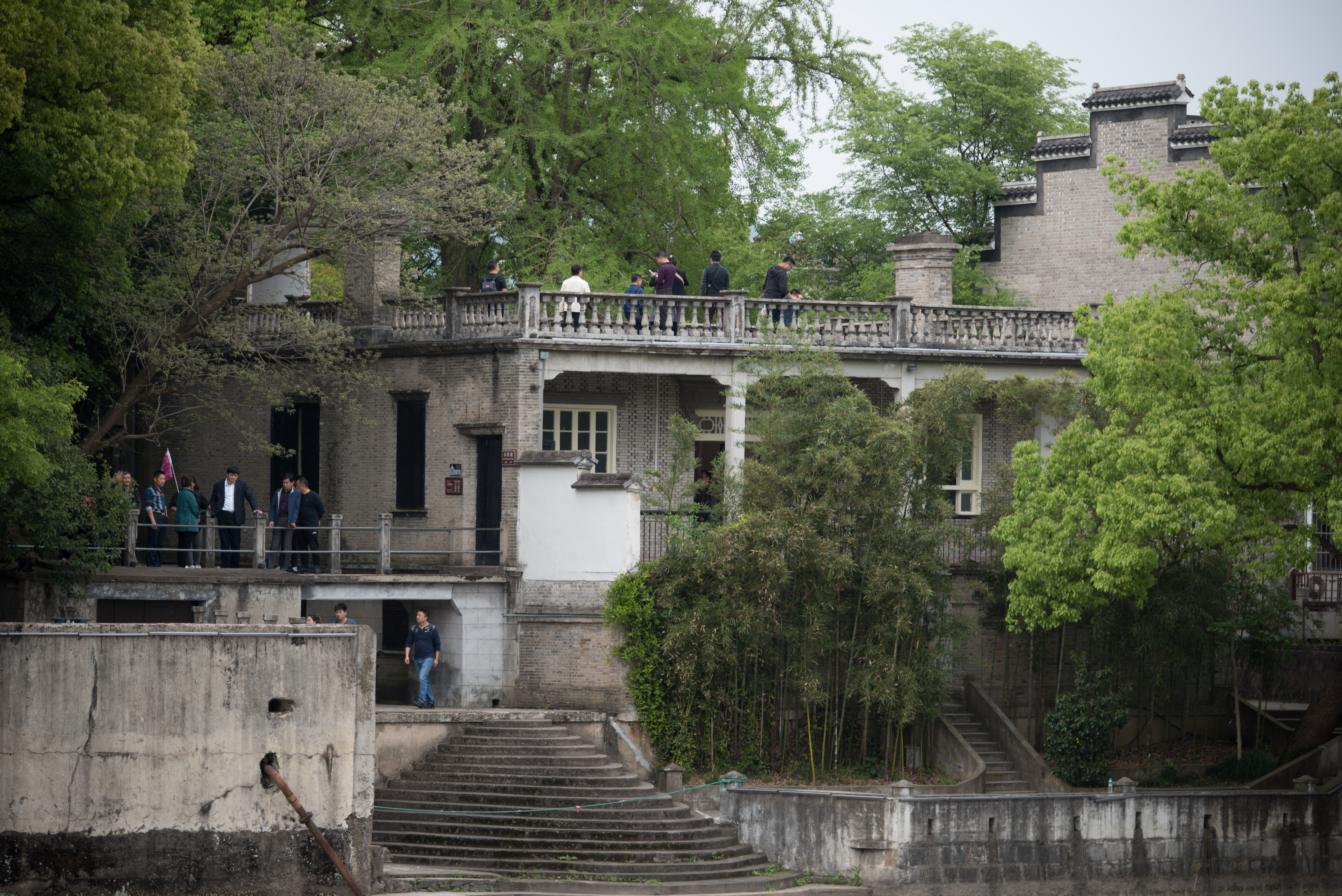
剡溪对岸拍摄的建筑正面
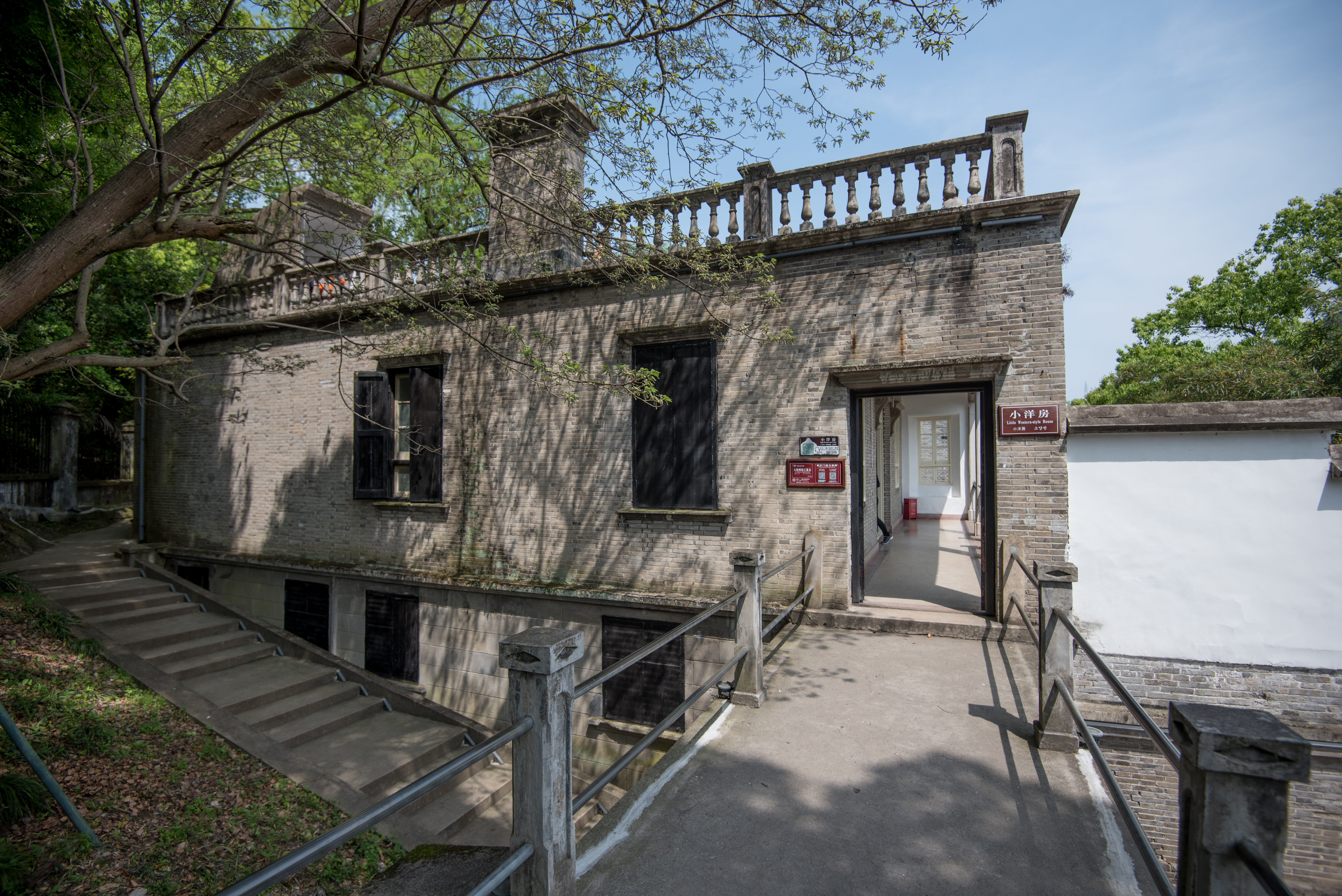
二层通往文昌阁
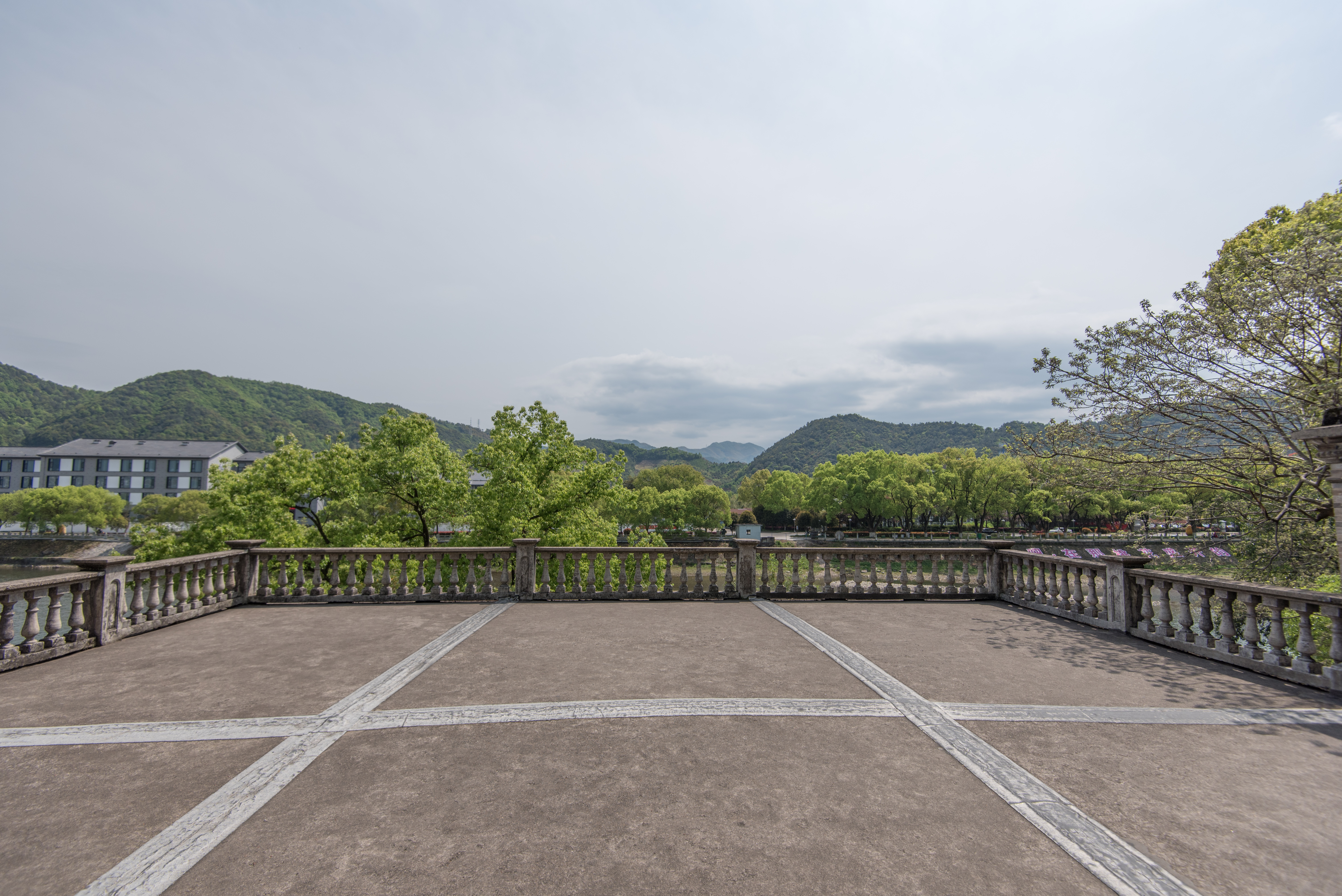
顶部平台
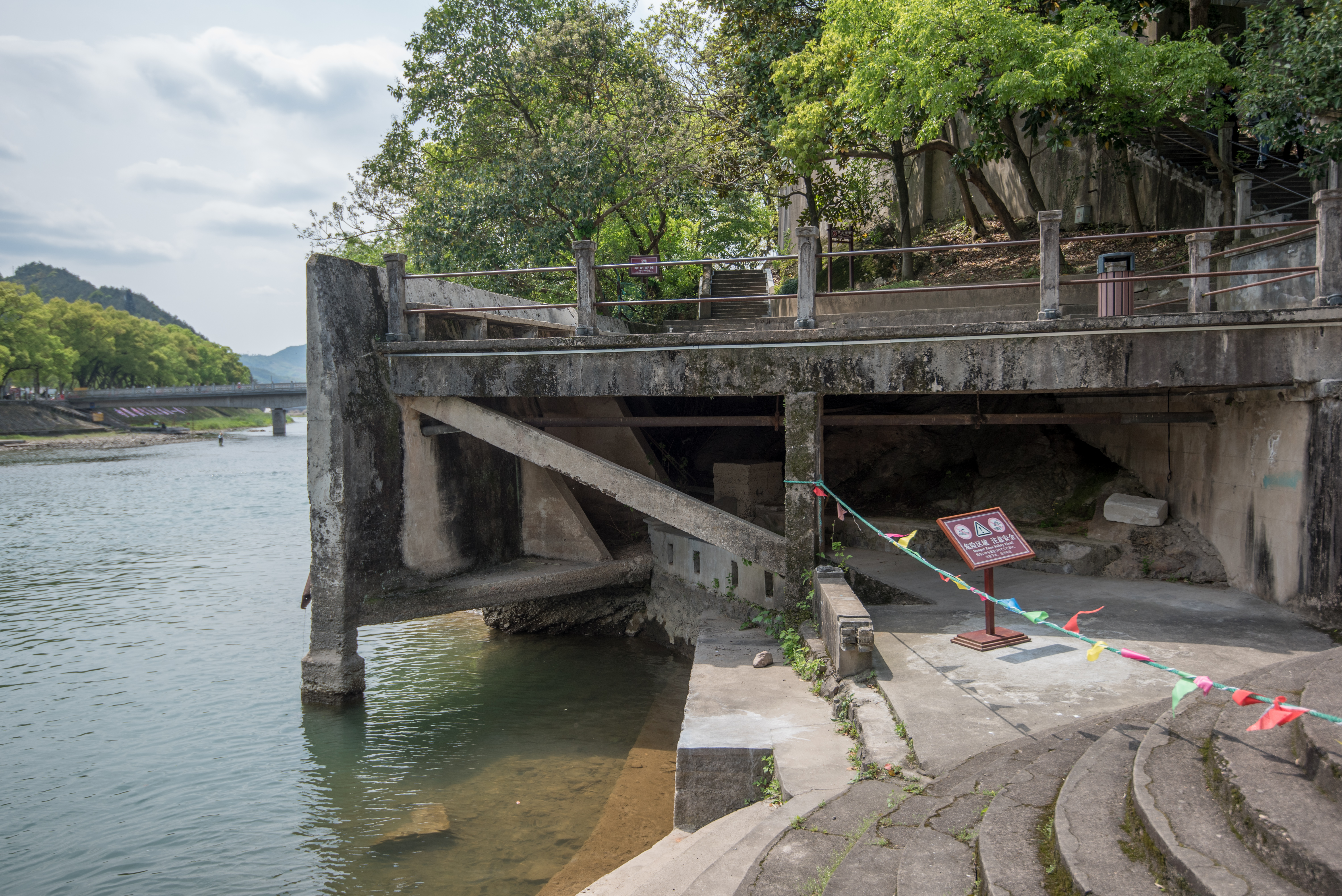
跳水台
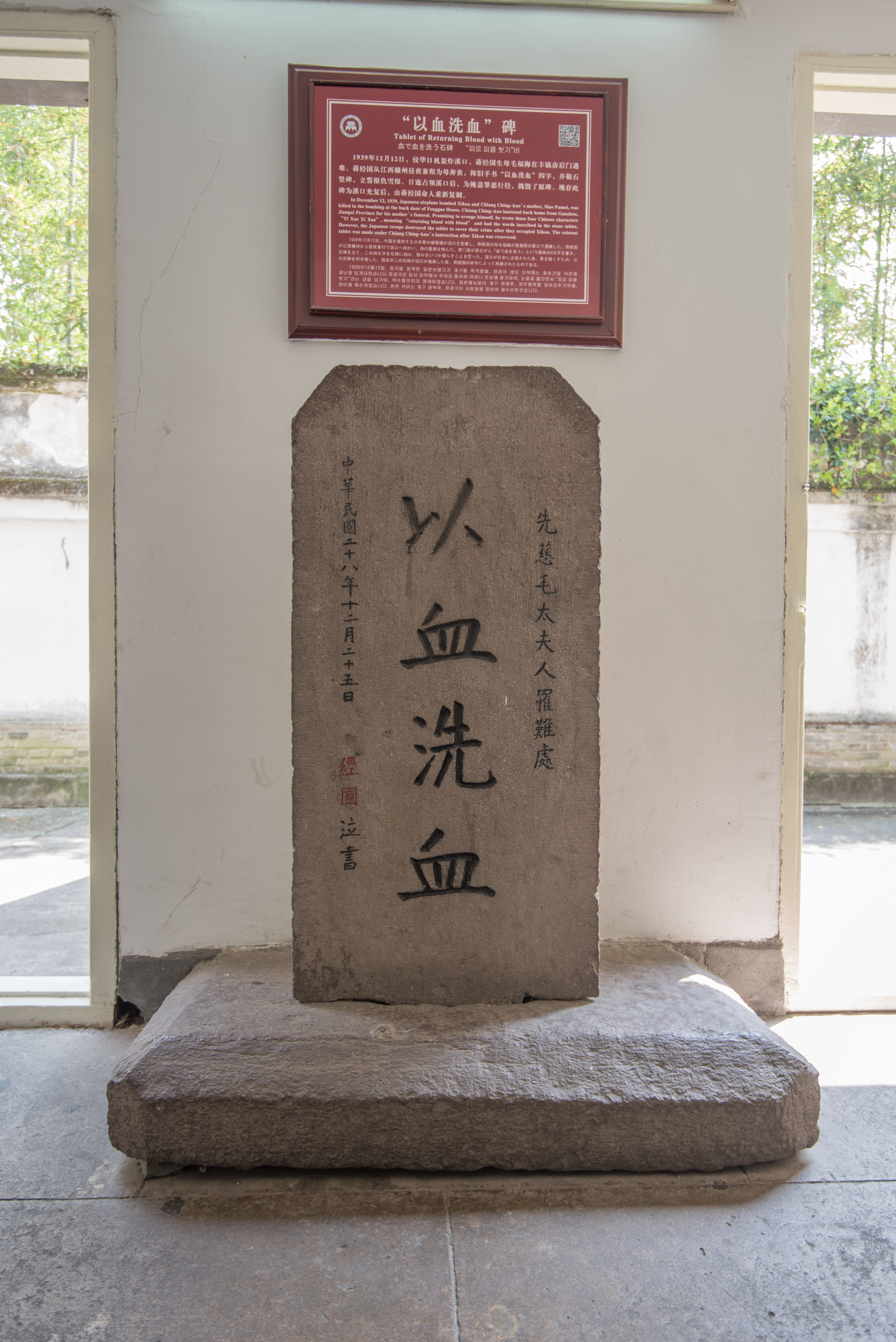
“以血洗血”碑（复制件）